# Progreso, Hidalgo
Progreso är en ort i Mexiko.   Den ligger i kommunen Atotonilco de Tula och delstaten Hidalgo, i den sydöstra delen av landet, 70 km norr om huvudstaden Mexico City. Progreso ligger 2 160 meter över havet och antalet invånare är 2 460.
Terrängen runt Progreso är varierad. Runt Progreso är det ganska tätbefolkat, med 207 invånare per kvadratkilometer. Närmaste större samhälle är Tlaxcoapan, 8,2 km norr om Progreso. Trakten runt Progreso består i huvudsak av gräsmarker.